# Pseudoraphis
Pseudoraphis es un género de plantas herbáceas,  perteneciente a la familia de las poáceas. Es originario de  India a Japón y Australia.

## Especies
- Pseudoraphis abortiva
- Pseudoraphis aspera
- Pseudoraphis balansae
- Pseudoraphis brunoniana
- Pseudoraphis depauperata
- Pseudoraphis longipaleacea
- Pseudoraphis minuta
- Pseudoraphis paradoxa
- Pseudoraphis simaoensis
- Pseudoraphis sordida
- Pseudoraphis spinescens
- Pseudoraphis squarrosa
- Pseudoraphis ukishib